# Erkand Qerimaj

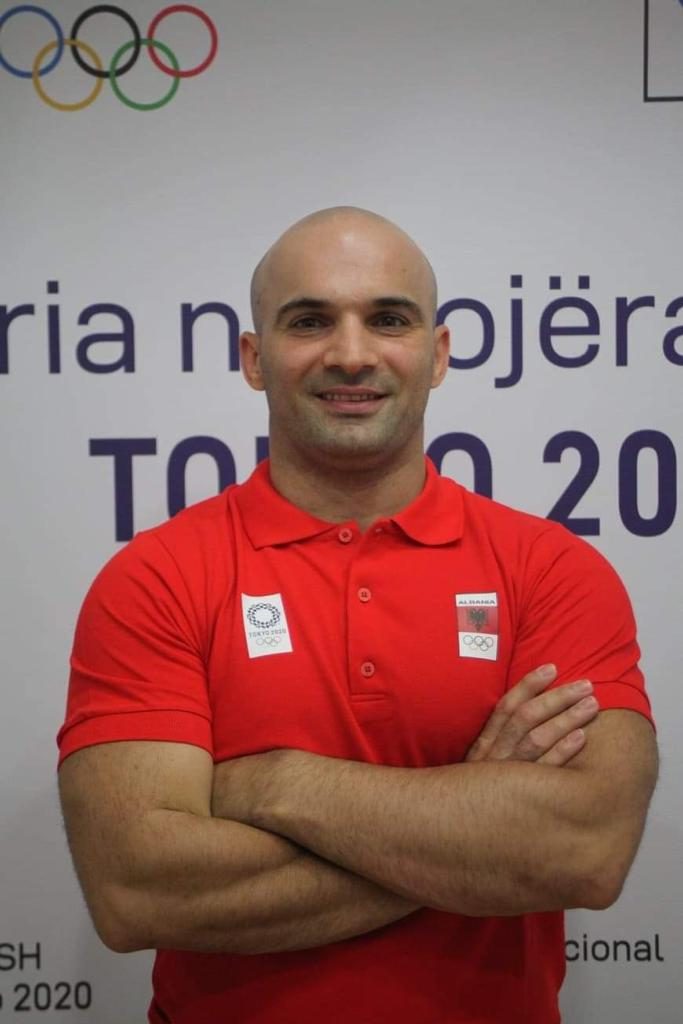
Erkand Qerimaj, 2022

Erkand Qerimaj (* 10. August 1988 in Shkodra, Albanien) ist ein albanischer Gewichtheber. Er wurde 2014 Europameister im Zweikampf im Mittelgewicht.

## Werdegang
Erkand Qerimaj begann als Jugendlicher in Shkodra mit dem Gewichtheben. Er gehört dem Sportclub Vllaznia Shkodra an. Er wurde vom albanischen Gewichtheber-Verband schon sehr früh an internationale Meisterschaften herangeführt. So startete er bereits im April 2003 erstmals bei der Europameisterschaft der Senioren im griechischen Loutraki. Er startete dabei im Bantamgewicht und erzielte im Zweikampf 212,5 kg (92,5–120), mit denen er den 12. Platz belegte. Erste Medaillen gewann er bei der Junioren-Europameisterschaft 2004 (Altersgruppe U 17) in Stavanger. Er startete dort im Federgewicht und erzielte im Zweikampf 262,5 kg (117,5–145). Diese Leistungen brachten ihm sowohl im Zweikampf, als auch in den Einzeldisziplinen Reißen und Stoßen jeweils die Bronzemedaille ein.
Im Juniorenbereich (Altersgruppen U 17 und U 20) war Erkand Qerimaj dann noch bis zum Jahre 2008 bei Welt- und Europameisterschaften sehr erfolgreich. Er gewann dabei in den Jahren 2005 bis 2008 insgesamt noch 13 Medaillen. Zweimal wurde er auch Junioren-Weltmeister (U 20) und zwar 2006 in Hangzhou/China im Stoßen des Leichtgewichts mit 175 kg und 2007 in Prag (U 20) im Stoßen des Mittelgewichts mit 191 kg.
2008 startete er auch bei den Olympischen Spielen in Peking. Er erzielte dort im Mittelgewicht im Zweikampf 341 kg (154–187) und belegte mit dieser Leistung den 13. Platz. 2009 wurde er in Bukarest im Mittelgewicht mit 342 kg (152–190) Vize-Europameister im Zweikampf und mit seiner Stoßleistung Europameister. Bei der Weltmeisterschaft 2009 in Goyang/China kam er im Mittelgewicht auf 349 kg (156–193) und kam damit auf den 7. Platz im Zweikampf. Bei der Europameisterschaft 2010 in Minsk gewann er im Mittelgewicht mit seiner Zweikampfleistung von 344 kg (154–190) und mit seiner Leistung im Stoßen jeweils eine Bronzemedaille. Bei der Weltmeisterschaft 2010 in Antalya steigerte er sich im Zweikampf auf 351 kg (155–196). Das ist die beste Zweikampfleistung, die er bisher bei einer internationalen Meisterschaft erzielte. Medaillen gewann er bei dieser Weltmeisterschaft damit aber nicht.
Wenig erfolgreich war er 2011 und 2012. Bei der Europameisterschaft 2011 in Kasan erzielte er zwar im Reißen mit 157 kg eine persönliche Bestleistung, aber im anschließenden Stoßen unterliefen ihm drei Fehlversuche, so dass er ohne Zweikampfleistung unplatziert blieb. Bei der Weltmeisterschaft 2011 in Paris kam er im Mittelgewicht nur auf 338 kg (152–186) und erreichte damit nur den 11. Platz. Bei der Europameisterschaft 2012 in Antalya erzielte er im Mittelgewicht im Zweikampf 348 kg (158–190), womit er in der Zweikampf-Wertung und im Stoßen den 1. Platz belegte. Bei der nachträglichen Überprüfung seiner Dopingprobe wurde er aber positiv getestet. Die Europameistertitel im Zweikampf und im Stoßen wurden ihm aberkannt und er wurde vom Gewichtheber-Weltverband IWF vom 12. April 2012 bis 12. Juli 2013 gesperrt. Damit verpasste er auch die Teilnahme an den Olympischen Spielen 2012 in London.
Im Oktober 2013 war er nach dem Ablauf der Dopingsperre bei der Weltmeisterschaft in Wrocław am Start. Er knüpfte dort im Mittelgewicht an dem Leistungsniveau an, das er schon vor der Sperre hatte und erzielte im Zweikampf 346 kg (155–191), womit er im Zweikampf auf den 6. Platz kam. Einzelmedaillen gewann er nicht. Im April 2014 wurde er dann in Tel Aviv Europameister im Zweikampf und im Stoßen. Er erzielte dort im Zweikampf 349 kg (155–194), womit er die gleiche Zweikampfleistung erzielte, wie sein Landsmann Daniel Godelli. Godelli war beim offiziellen Wiegen aber 20 g schwerer als Erkand Qerimaj.

## Internationale Erfolge
| Jahr | Platz | Wettbewerb                           | Gewichtsklasse | Ergebnisse |
| 2003 | 12.   | EM in Loutraki/Griechenland          | Bantam         | mit 212,5 kg (92,5–120) |
| 2003 | 27.   | WM in Vancouver                      | Bantam         | mit 227,5 kg (100–127,5); Sieger: Wu Meijin, China, 287,5 kg (127,5–160)                                                                                                |
| 2004 | 7.    | EM in Kiew                           | Feder          | mit 257,5 kg (112,5–145); Sieger: Sewdalin Minchew, Bulgarien, 302,5 kg (137,5–165)                                                                                     |
| 2004 | 8.    | Junioren-WM (U 20) in Minsk          | Feder          | mit 260 kg (110–150); Sieger: Du Binghao, China, 285 kg (122,5–162,5)                                                                                                   |
| 2004 | 3.    | Junioren-EM (U 17) in Stavanger      | Feder          | mit 262,5 kg (117,5 (3.) - 145 (3.)), hinter Tigran Geworg Martirosjan, Armenien 272,5 kg (122,5–150) und Gert Trasha, Albanien, 270 kg (120–150)                       |
| 2005 | unpl. | Junioren-WM (U 20) in Bursa          | Leicht         | nach 131 kg im Reißen drei Fehlversuche im Stoßen; Sieger: Sa Jae-hyuk, Südkorea, 324 kg (145–179)                                                                      |
| 2005 | 2.    | Junioren-EM (U 17) in Sofia          | Leicht         | mit 303 kg (137 (2.) - 166 (2.)), hinter Tigran Martirosjan, 308 kg (140–168)                                                                                           |
| 2005 | 2.    | Junioren-EM (U 20) in Trencin        | Leicht         | mit 310 kg (138–172 (2.)), hinter Roman Dobrianski, Russland, 313 kg (139–174)                                                                                          |
| 2006 | 2.    | Junioren-WM (U 20) in Hangzhou/China | Leicht         | mit 311 kg (136–175 (1.)), hinter Zhong Guoshun, China, 316 kg (146–170)                                                                                                |
| 2007 | unpl. | EM in Straßburg                      | Mittel         | nach 150 kg im Reißen drei Fehlversuche im Stoßen; Sieger: Geworg Dawtjan, Armenien, 363 kg (166–197), vor Ara Chachatrjan, Armenien, 361 kg (165–191)                  |
| 2007 | 2.    | Junioren-WM (U 20) in Prag           | Mittel         | mit 338 kg (147–191 (1.)); hinter Siarhei Lahun, Weißrussland, 344 kg (155–189)                                                                                         |
| 2008 | 4.    | EM in Lignano                        | Mittel         | mit 345 kg (155–190); Sieger: Oleg Perepetschenow, Russland, 362 kg (164–198)                                                                                           |
| 2008 | unpl. | Junioren-WM (U 20) in Cali/Kolumbien | Mittel         | nach drei Fehlversuchen im Reißen 185 kg (2.) im Stoßen; Sieger: Ibrahim Ibrahim Ramadan, Ägypten, 332 kg (146–186)                                                     |
| 2008 | 13.   | OS in Peking                         | Mittel         | mit 341 kg (154–187); Sieger: Sa Jae-hyuk, 366 kg (163–203) vor Li Hongli, China, 366 kg (168–198)                                                                      |
| 2008 | 1.    | Junioren-EM (U 20) in Durres         | Mittel         | mit 341 kg (151 (1.) - 190 (1.)); vor Andrei Molchanow, Russland, 332 kg (150–182)                                                                                      |
| 2009 | 2.    | EM in Bukarest                       | Mittel         | mit 342 kg (152–190 (1.)); hinter Mikalai Charniak, Weißrussland, 344 kg (155–189)                                                                                      |
| 2009 | 7.    | WM in Goyang/China                   | Mittel         | mit 349 kg (156–193); Sieger: Lu Xiaojun, China, 378 kg (174–204) vor Tigran Martirosjan, 370 kg (170–200)                                                              |
| 2010 | 3.    | EM in Minsk                          | Mittel         | mit 344 kg (154–190 (3.)); hinter Tigran Martirosjan, 360 kg (165–195) und Krzysztof Szramiak, Polen, 351 kg (160–191)                                                  |
| 2010 | 6.    | WM in Antalya                        | Mittel         | mit 351 kg (155–196); Sieger: Tigran Martirosjan, 373 kg (173–200) vor Lu Xiaojun, 370 kg (170–200)                                                                     |
| 2011 | unpl. | EM in Kasan                          | Mittel         | nach 157 kg im Reißen drei Fehlversuche im Stoßen; Sieger: Semih Yagci, Türkei, 347 kg (155–192) vor Arayik Mirsojan, Armenien, 347 kg (160–187)                        |
| 2011 | 11.   | WM in Paris                          | Mittel         | mit 338 kg (152–186); Sieger: Lu Xiaojun, 375 kg (170–205) vor Su Dajin, China, 372 kg (166–206)                                                                        |
| 2012 | unpl. | EM in Antalya                        | Mittel         | nach 348 kg (158–190) nachträglich wegen Dopings disqualifiziert; Sieger: Raswan Martin, Moldawien, 347 kg (159–188) vor Alexandru Dudoglu, Moldawien, 344 kg (158–186) |
| 2013 | 6.    | WM in Wrocław                        | Mittel         | mit 346 kg (155.191); Sieger: Lu Xiaojun, 380 kg (176–204) vor Kim Kwang Song, Nordkorea, 359 kg (163–196)                                                              |
| 2014 | 1.    | EM in Tel Aviv                       | Mittel         | mit 349 kg (155–194); vor Daniel Godelli, Albanien, 349 kg (157–192) und Rasnik Unanjan, Russland, 344 kg (152–192)                                                     |

## WM + EM-Einzelmedaillen
- EM-Goldmedaillen: 2009/Stoßen - 2013/Stoßen
- EM-Bronzemedaillen: 2010/Stoßen - 2013/Reißen

Erläuterungen
- alle Wettkämpfe im olympischen Zweikampf, bestehend aus Reißen und Stoßen
- OS = Olympische Spiele, WM = Weltmeisterschaft, EM = Europameisterschaft
- Bantamgewicht, bis 56 kg, Federgewicht, bis 69 kg, Leichtgewicht, bis 69 kg und Mittelgewicht bis 77 kg Körpergewicht